# Barrage d'Arzal
Le barrage d'Arzal (ou barrage d'Arzal-Camoël) est un barrage sur l'estuaire de la Vilaine, entre les communes d'Arzal et de Camoël (Morbihan). Mis en service en 1970, il est principalement destiné à réguler le débit de la Vilaine et à fournir de l'eau potable dans le triangle entre Saint-Nazaire, Auray et Rennes. C'est le plus grand barrage estuarien en Europe destiné à stocker de l'eau douce brute potabilisable et un des rares barrages estuariens dans le monde.

## Localisation
Le barrage d'Arzal est situé à une dizaine de kilomètres en amont de l'embouchure de la Vilaine dans l'océan Atlantique, entre les bourgs d'Arzal (sur la rive droite) et de Camoël (sur la rive gauche). Il franchit le fleuve près d'un ancien passage par bac, au lieu-dit La Vieille-Roche.

## Description
Long d'environ 500 m, l'ouvrage est un barrage poids en terre, c'est-à-dire constitué de remblais en enrochements. Il est constitué d'une digue en remblai (côté Camoël) de 360 m de long et 20 m de large, d'une écluse avec pont mobile pour la navigation de plaisance, de cinq passes (de 18 m avec des vannes d'évacuation à segments relevables, appelées portes guillotine), de trois passes à poisson et d'une tour de contrôle. Un port de plaisance et une usine de traitement de l'eau potable (usine du Drézet, rebaptisée usine d'eau potable interdépartementale Vilaine-Atlantique) ont également été aménagés à proximité.

## Histoire

Redon est située à l'aval du bassin versant de la Vilaine. La ville enregistre 35 crues débordantes entre 1900 et 2014.

L'idée de construire un barrage sur la Vilaine date des années 1930, après les inondations catastrophiques de 1926 et 1936. Il s'agit principalement de lutter contre les crues hivernales, exacerbées par les grandes marées, qui menacent la ville de Redon, de désenclaver la région en développant la navigation commerciale, et de reconquérir des terres agricoles en dessalant des terrains pour récupérer des zones humides et favoriser l'agriculture intensive. Empêché par la guerre, le projet réapparait pendant les années 1950. En 1961, l'Institution d'aménagement de la Vilaine (IAV) est créée par les départements du Morbihan, de l'Ille-et-Vilaine et de la Loire-Atlantique pour mener à bien les aménagements structurants nécessaires.  
Un autre objectif s'est ensuite greffé : utiliser le volume d'eau douce stocké pour la construction d'une usine d'eau potable à quelque deux kilomètres en amont, sur la commune de Férel. Les 17 millions de mètres cubes traités par an alimentent plus d'un million d'habitants : à 70 % la presqu'île guérandaise — où le tourisme s'est énormément développé — et à 25 % le Morbihan, le reste étant destiné au sud-est de l'Ille-et-Vilaine, en particulier la ville de Redon.
En 1982, le conseil général de Loire-Atlantique décide de relancer le projet de Route Bleue permettant de relier la Bretagne au sud-ouest de la France, en passant également par le pont de Saint-Nazaire sur la Loire, mais des problèmes de stabilité de l'ouvrage justifient le renoncement à ce projet.
La digue, construite sur une couche de 30 m de vase, s'enfonce d'une cinquantaine de centimètres tous les dix ans, ce qui conduit épisodiquement à des travaux de rehaussement.
Le chantier d'une écluse anti-salinité, doit être lancé en 2024.

## Impacts
Le barrage « est un exemple d'aménagement lourd opéré sans concertation et dont les conséquences socio-économiques  ont été sous-estimées par ses promoteurs. L'opération est à l'origine de concurrences nouvelles pour l'occupation et l'exploitation du milieu estuarien, en aval comme en amont de l'ouvrage », et d'impacts écologiques qui dépassent l'échelle locale.
Dans les années 1980, l'impact des lâchers d'eau du barrage sur le développement de pollutions (à l'origine de bloom de phytoplancton toxique, de mortalités massives de poissons et de crustacés) a donné lieu à des controverses entre organismes de recherche. Il y a par contre consensus sur le fait qu'il « a modifié brutalement tout le fonctionnement du système fluvio-estuarien de la Vilaine. Conçu à l'origine pour protéger Redon des fortes marées, le barrage devait en effet rester le plus souvent ouvert. Mais, dès 1972, il servira de retenue d'eau douce pour toute la région côtière, de la presqu'île guérandaise au golfe du Morbihan, avec l'une des plus importantes usines régionales de production d'eau potable. Résultat, le barrage, fermé le plus clair du temps, n'a plus permis aux courants de jouer leur rôle de chasse d'eau ». Il a accéléré l'envasement d'origine marine de la portion de l'estuaire située en aval, par la perturbation du cycle hydrologique de la Vilaine et du courant océanique remontant le fleuve. Entre 1960 et le début des années 1990, le comblement dans la partie estuarienne, en aval du barrage, est « évalué à environ 16 millions de tonnes de vase, entraînant une méandrisation du chenal de navigation. De légères instabilités de la morphologie des chenaux et des vasières sont par la suite (1990 à 2003) observées en raison de crues et de tempêtes ». L'envasement de l'estuaire est de 2,5 m en moyenne, atteignant un pic au milieu des années 1990. Bien que l'IAV soit chargé du désenvasement du site, ses moyens, notamment financiers, ne lui ont pas permis de remplir ses obligations pendant de nombreuses années. Le fleuve en lui-même est de la compétence du Comité d'Estuaire de la Vilaine, créé en 2000 par la Commission Locale de l'Eau du SAGE Vilaine depuis la perte de cette compétence par Eaux et Vilaine (l'établissement public territorial de Bassin, anciennement IAV) qui a mis en service en 2006 le rotodévaseur « Rochevilaine » menant des dragages hivernaux et, en mode dérogatoire, des dragages estivaux. 
Les activités traditionnelles de pêche ont souffert de l'aménagement du barrage, notamment la pêche aux civelles ou anguillettes, qui remontaient autrefois la Vilaine, et la mytiliculture affectée aussi par la dessalure des eaux estuariennes, provoquée par certains lâchers ponctuels.
Dans le cas précis des poissons migrateurs, le barrage pose des problèmes de franchissement aux civelles en phase anadrome (augmentation de la capturabilité par pêche ou blocage total de la migration) et à « la fraction sub-adulte en phase sédentaire lors de ses déplacements trophiques », mais par ailleurs on constate en Europe un phénomène général de régression de l'anguille européenne depuis les années 1980). Pour faciliter les migrations des poissons et notamment des civelles, diverses propositions ont été faites à la fin des années 1980 (meilleure gestion des vannes et de l'écluse et/ou installation de passe à poissons).
De l'utilisation en amont du plan d'eau pour les loisirs et la plaisance, découle « une triple conséquence : le développement du « mitage » des rives du lac par le camping-caravaning ; une demande sans cesse accrue pour l'ouverture de l'écluse d'Arzal… haut lieu de bousculades entre les plaisanciers ; la nécessité de revoir le positionnement de la prise d'eau douce, située à proximité du barrage, qui entraîne une limitation nécessaire des ouvertures (report vers l'amont) ».